# Крутоярка (Кировоградская область)
Крутоярка (укр. Крутоярка) — село в Кетрисановской сельской общине Кропивницкого района Кировоградской области Украины.
До 2020 года входило в Бобринецкий район
Население по переписи 2001 года составляло 79 человек. Почтовый индекс — 27261. Телефонный код — 5257. Занимает площадь 0,297 км². Код КОАТУУ — 3520882802.